# Capparaceae
Las Capparaceae o Capparidaceae son una familia de árboles o arbustos del orden brassicales. Anteriormente la familia se dividió en 2 sub famillas, Capparoideae y Cleomoideae, que hoy día ya no están aceptadas. En su lugar se elevó las Cleomoideae al rango de familia: las Cleomaceae.
Unas 420 especies y taxones infraespecíficos aceptados, de los 1650 descritos, en países cálidos.

## Descripción
Son matojos, arbustos, o árboles, siempreverdes o caducifolios, generalmente no espinosos, glabros o con pubescencia de tricomas o escamas. Los tallos son erectos, poco o muy ramificados. Las hojas son alternas y dispuestas en 2 filas organizadas espiralmente, palmati compuestas. Sus estípulas, escamosas or ausentes, son cáducas. Tienen peciolos  con espinas, su inervación es pinada y sus bordes enteros. Las inflorescencias, habitualmente racimos - a veces corimbos o bien flores solitarias, son axilares o terminales, sin brácteas. Las flores son bisexuales - aunque puedan parecer unisexuales en algunos casos, actinomorfas o ligeramente zigomorfas. Tienen 4 sépalo generalmente persistentes, e igual número de pétalos fijados directamente al receptáculo. Hay de 6 hasta 250 estambres; un ovario uni-carpelar, bi-locular de placentación parietal con un estilo de un estigma sin lóbulos, recto, corto y espeso. Los frutos son cápsulas o bayas, indehiscentes o dehiscentes por 2 válvulas. Las simientes van de 8-32 hasta muchísimas, generalmente de color pardo o marrón, ocasionalmente verdes. Pueden tener arilo o no.

## Tribus
- Cappareae,  DC., 1824
- Maerueae, Baill., 1871
- Cadabeae, Horan., 1847
- Apophylleae, F.Muell., 1857[3]

## Géneros
| - Acome (1 sp.) - Anisocapparis (1 sp.) - Apophyllum (1 sp.) - Bachmannia (1 sp.) - Belencita (1 sp.) - Borthwickia (1 sp.) - Boscia (32 ssp.) - Buchholzia (2 ssp.) - Cadaba (29 ssp.) | - Capparis (225 ssp.) - Capparicordis (3 ssp.) - Capparidastrum (22 ssp.) - Cladostemon (1 sp.) - Cleoserrata (2ssp.) - Crataeva (1 sp.) - Crateva (14 ssp.) - Cynophalla - Dipterygium (1 sp.) | - Dhofaria (1 sp.) - Euadenia (3 ssp.) - Forchhammeria (13 ssp.) - Hypselandra (1 sp.) - Maerua (16 ssp.) - Morisonia (2 ssp.) - Neocalyptrocalyx (1 sp.) - Neothorelia - Sin resolver - Oceanopapaver - Sin resolver | - Podandrogyne (13 sp.) - Poilanedora (13 ssp.) - Puccionia - Sin resolver - Ritchiea (13 ssp.) - Steriphoma (5 ssp.) - Stixis (4 ssp.) - Thilachium (3 ssp.) - Tirania - Sin resolver |

El número de especies entre paréntesis corresponde a las especies aceptadas.